# ناینا سینگ
ناینا سینگ (متولد ۴ مارس 1994) یک مدل هندی و بازیگر تلویزیونی است. سینگ قهرمان تنیس روی میز در سطح ایالت است. او از دوران مدرسه، انواع ورزش‌ها از جمله کریکت، فوتبال، بسکتبال و والیبال را انجام داده‌است. او قبل از شرکت در Splitsvilla 10 دستیار کارگردان بازیگر بود.

## فیلم‌شناسی

### فیلم‌های
| سال  | عنوان          | نقش     | منبع  |
| ---- | -------------- | ------- | ----- |
| ۲۰۲۳ | Mussoriie Boyz | ماندیرا | [ ۵ ] |

### تلویزیون
| سال       | عنوان                 | نقش        | یادداشت     | منبع          |
| --------- | --------------------- | ---------- | ----------- | ------------- |
| ۲۰۱۷      | MTV Splitsvilla 10    | شرکت کننده | برنده       | [ ۶ ] [ ۷ ]   |
| ۲۰۱۸      | سوپراستارهای بعدی هند | شرکت کننده | نایب قهرمان | [ ۸ ]         |
| ۲۰۱۹–۲۰۲۰ | کومکم باگیا           | رئا مهرا   |             | [ ۹ ]         |
| ۲۰۲۰      | بیگ باس ۱۴            | شرکت کننده | مقام ۱۹     | [ ۱۰ ] [ ۱۱ ] |

### نماهنگ
| سال  | عنوان    | خواننده(ها)            | منبع   |
| ---- | -------- | ---------------------- | ------ |
| ۲۰۱۷ | آفتابگیر | آوی جی، جیوتیکا تانگری | [ ۱۲ ] |
| ۲۰۲۱ | وجه      | اشوانی شارما           |        |
| ۲۰۲۱ | ملودی    | شاهزاده نارولا، جیمیت  |        |